# Колингс Лејкс (Њу Џерзи)
Колингс Лејкс (енгл. Collings Lakes) насељено је место без административног статуса у америчкој савезној држави Њу Џерзи.

## Демографија
По попису из 2010. године број становника је 1.706, што је 20 (-1,2%) становника мање него 2000. године.
| Група             | 2000.         | 2010.         |
| Белци             | 1.479 (85,7%) | 1.370 (80,3%) |
| Афроамериканци    | 71 (4,1%)     | 102 (6,0%)    |
| Азијати           | 5 (0,3%)      | 10 (0,6%)     |
| Хиспаноамериканци | 147 (8,5%)    | 193 (11,3%)   |
| Укупно            | 1.726         | 1.706         |